# Nukleová báze

Párování komplementárních bází - zde G a C

Nukleové báze (dusíkaté báze) jsou základní součástí nukleových kyselin. Dělí se na báze purinové (adenin, guanin) a báze pyrimidinové (cytosin, uracil, thymin).
Vytvářejí doplňkové dvojice (komplementární páry, zkratka bp), v nichž se typicky vždy 1 purinová a 1 pyrimidinová báze vzájemně vážou vodíkovými vazbami neboli komplementarita bází. Guanin se váže s cytosinem a adenin s thyminem nebo s uracilem. Tvoří kód k zápisu genetické informace. Komplementární párování pak umožňuje tuto informaci realizovat při procesech replikace, transkripce a translace.

## Galerie
| Adenin | Guanin | Thymin | Cytosin | Uracil |

## Počet bází v genomu
Genom daného organizmu má poměrně stálý počet komplementárních párů bází (bp). Tento počet se často udává:
- v kilobázích (resp. kbp - kilobase pair, tedy 1000 bp),
- v megabázích (resp. Mbp - megabase pair, tedy milion bp) či
- v gigabázích (resp. Gbp - gigabase pair, tedy miliarda bp).

## Modifikované báze

Příklad modifikace bází v tRNA, která obsahuje nejvíce variant nukleových bází. Zde tRNA^{Ala} ze S. cerevisiae

Kromě základních pěti bází je známo více než 100 modifikovaných bází. Nejběžnější z nich tvoří následující nukleosidy:
- modifikace uridinu:
  - ribothymidin
  - dihydrouridin
  - thiouridin
  - pseudouridin
- modifikace cytidinu
  - 5-methylcytidin
  - 5-hydroxymethylcytidin[3]
  - 5-formylcytidin[3]
  - 5-karboxylcytidin[3]
  - 2-lysylcytidin
- modifikace adenosinu
  - inosin
  - N6-methyladenosin
  - N6-isopentenyladenosin
- modifikace guanosinu
  - 7-methylguanosin
  - queosin
  - wyosin

Nejčastější modifikované purinové báze
| Nukleová báze          | Hypoxanthin | Xanthin     | 7-Methylguanin       |
| Odpovídající nukleosid | Inosin I    | Xanthosin X | 7-Methylguanosin m7G |

Nejčastější modifikované pyrimidinové báze
| Nukleová báze          | Dihydrouracil   | 5-methylcytosin     | 5-hydroxymethylcytosin |
| Odpovídající nukleosid | Dihydrouridin D | 5-Methylcytidin m5C |                        |

## Nepřirozené báze
Vědcům se podařilo syntetizovat již mnoho kandidátů na nepřirozené nukleové báze, jen naprostá menšina z nich je však skutečně replikovatelná DNA polymerázami a ještě menší počet umožňuje transkripci do RNA. Pouze u jediného umělého páru nukleových bází byla dosud prokázána in vivo funkční ekvivalence s přirozenými páry (cytosin-guanin, adenin-thymin). Jedná se o báze "5SICS" a "NaM" (jako deoxynukleotidy značeny d5SICS resp. dNaM), které nejsou odvozeny z purinu a pyrimidinu, nýbrž obě obsahují dva kondenzované aromatické cykly.